# ایزاک هولدن
ایزاک هولدن (انگلیسی: Sir Isaac Holden, 1st Baronet؛ ۷ مهٔ ۱۸۰۷ – ۱۳ اوت ۱۸۹۷) یک سیاست‌مدار، و سازنده اهل بریتانیا بود.
او در سال ۱۸۲۹ میلادی نوعی کبریت اصطکاکی را تولید کرد. او از دریافت‌کنندگان جایگاه بارونت در بریتانیای کبیر بود. ایزاک هولدن در تولید دستگاه‌های شانه کردن پشم نیز ابتکاراتی از خود داشته است.